# 上保村
上保村（かみのほむら）は、かつて岐阜県本巣郡に存在した村である。現在の本巣市上保などに該当する。
当村発足時は席田郡の村であったが、郡の合併により本巣郡の村となっている。

## 歴史
- 1889年（明治22年）7月1日 - 町村制により上保村発足。
- 1897年（明治30年）4月1日[1] - 本巣郡、席田郡、方県郡の一部、大野郡の一部と合併し、本巣郡となる。当村は本巣郡の村となる。
- 1897年（明治30年）4月1日 - 石原村・加茂村・北野村・郡府村・芝原村・春近村・仏生寺村・三橋村と合併し、席田村となる。同日上保村廃止。